# Куничи
Куничи (укр. Куничі) — село в Бурштынской городской общине Ивано-Франковского района Ивано-Франковской области Украины.
Население по переписи 2001 года составляло 228 человек. Занимает площадь 2,057 км². Почтовый индекс — 77110. Телефонный код — 03431.